# Pachydactylus robertsi
Pachydactylus robertsi är en ödleart som beskrevs av  Vivian William Maynard Fitzsimons 1938. Pachydactylus robertsi ingår i släktet Pachydactylus och familjen geckoödlor. Inga underarter finns listade i Catalogue of Life.